# Wiatraczna Góra (Pojezierze Drawskie)
Wiatraczna Góra – wzniesienie o wysokości 203,2 m n.p.m. na północno-zachodnim krańcu Pojezierza Drawskiego, położone w woj. zachodniopomorskim, w powiecie świdwińskim, w gminie Połczyn-Zdrój, nad północnym brzegiem Jeziora Kłokowskiego.
Wzgórze znajduje się w Drawskim Parku Krajobrazowym oraz obszarze specjalnej ochrony ptaków „Ostoja Drawska”.
Ok. 0,7 km na zachód od Wiatracznej Góry leży wieś Kłokowo.
Nazwę Wiatraczna Góra wprowadzono urzędowo w 1950 roku, zastępując poprzednią niemiecką nazwę Mühl-Berg.